# Atletism la Jocurile Olimpice de vară din 1896 - Triplusalt (masculin)
Proba de atletism triplusalt masculin de la Jocurile Olimpice de vară din 1896 a avut loc pe 6 aprilie, imediat după primele serii ale cursei de 100 de metri. Au participat 7 atleți din 5 națiuni, iar proba era cunoscută atunci sub numele de „hop, skip, and jump”, în ciuda diversității tehnicilor folosite. Deoarece a existat o singură rundă, câștigătorul a devenit primul campion olimpic modern.
Diferența de 1,01 metri dintre primul și al doilea loc a rămas, până în 2023, singura dată când proba de triplusalt masculin a fost câștigată cu mai mult de 60 cm la Jocurile Olimpice.

## Context
Aceasta a fost prima apariție a probei, care este una dintre cele 12 probe de atletism desfășurate la fiecare ediție a Jocurilor Olimpice de vară. Au fost 11 atleți înscriși, dar doar 7 au luat startul.

## Formatul competiției
A existat o singură rundă de sărituri, fără reguli privind tehnica utilizată. Revista The Field a descris stilurile medaliaților astfel: „Connolly a făcut două sărituri pe piciorul drept, urmate de un salt; Tuffèri a folosit metoda engleză standard, adică o săritură, un pas și un salt; iar Persakis a executat doi pași și un salt.”

## Program
Ora exactă a concursului nu este cunoscută; a fost al doilea eveniment al sesiunii din după-amiaza zilei de luni. Prima zi a început cu sosirea regelui și o scurtă ceremonie de deschidere la ora 15:00, urmată de prima rundă a probei de 100 de metri, înainte de începerea probei de triplusalt.
| Dată                 | Dată                 | Oră | Rundă  |
| Gregorian            | Iulian               | Oră | Rundă  |
| -------------------- | -------------------- | --- | ------ |
| Luni, 6 aprilie 1896 | Luni, 25 martie 1896 |     | Finala |

## Rezultate
| Loc | Atlet                  | Țară                       | Distanță   | Note |
| --- | ---------------------- | -------------------------- | ---------- | ---- |
| 1   | James Brendan Connolly | Statele Unite ale Americii | 13,71      | RO   |
| 2   | Alexandre Tuffèri      | Franța                     | 12,70      |      |
| 3   | Ioannis Persakis       | Grecia                     | 12,52      |      |
| 4   | Alajos Szokolyi        | Ungaria                    | 11,26      |      |
| 5   | Carl Schuhmann         | Germania                   | Necunoscut |      |
| 6–7 | Fritz Hofmann          | Germania                   | Necunoscut |      |
| 6–7 | Khristos Zoumis        | Grecia                     | Necunoscut |      |
| —   | Alfred Flatow          | Germania                   | NS         |      |
| —   | Adolphe Grisel         | Franța                     | NS         |      |
| —   | Pál Péthy              | Ungaria                    | NS         |      |
| —   | Friedrich Traun        | Germania                   | NS         |      |